# Якушев, Александр Сергеевич
Алекса́ндр Серге́евич Я́кушев (род. 2 января 1947, Балашиха, Московская область) — советский хоккеист и тренер. Заслуженный мастер спорта СССР (1970), Заслуженный тренер СССР (1992). Заслуженный тренер России (1992). Главный тренер сборной России (1998—2000). Член Зала хоккейной славы (с 2018 года).

## Биография
Семья Якушевых проживала в подмосковном Реутове, однако на свет Александр появился в Балашихе.
Игрок московского «Спартака» (1964—1980) и австрийского «Капфенберга» (1980—1983).
В 1967 году Якушева впервые пригласили в сборную СССР. Окончательно он закрепился в сборной в 1972 году, накануне Олимпиады в Саппоро. Играл в сборной до 1979 года, принял участие в двух зимних Олимпиадах и в 10 чемпионатах мира и Европы.
Участник суперсерий СССР — Канада 1972 и 1974 годов. В обеих суперсериях был самым результативным игроком в составе сборной СССР: 11 очков (7+4) в 1972 году, 8 (5+3) в 1974. В каждом из четырёх московских матчей «Серии-72» Якушев получил приз лучшего игрока (уникальные золотые перстни), присуждавшийся жюри из крупнейших канадских хоккейных экспертов. По итогам «Серии-72» канадские журналисты причислили Якушева, Третьяка и Харламова к почётной категории «бессмертных».
В «Спартаке» и в сборной СССР выступал в составе звеньев нападения Мартынюк — Шадрин — Якушев, Шалимов — Шадрин — Якушев. Эти тройки были одними из сильнейших в советском хоккее своего времени, в чемпионатах СССР 1972/73 и 1975/76 завоёвывали приз «Три бомбардира». На Олимпиаде 1976 года в Инсбруке тройка Шалимов — Шадрин — Якушев забивала во всех играх, а в решающем матче с Чехословакией забила дважды (в том числе гол за 4 минуты до конца матча при счёте 2:3).
Член КПСС с 1974 года.
В 1989—1993 и 1998—2000 годах — главный тренер ХК «Спартак» (Москва). В середине 1990-х работал в Швейцарии в клубе «Амбри-Пиотта».
В 1998—2000 годах — главный тренер сборной России.
В данный момент возглавляет ветеранский ХК «Легенды хоккея СССР», Председатель Совета легенд Ночной хоккейной лиги.
Входит в состав Общественного совета при Следственном комитете Российской Федерации.
26 июня 2018 года было объявлено о включении Александра Якушева в Зал хоккейной славы. Церемония включения состоялась 12 ноября 2018 года.

## Достижения
- Двукратный олимпийский чемпион (1972, 1976), семикратный чемпион мира и Европы (1967, 1969, 1970, 1973-75, 1979).
- На чемпионате мира 1975 года признан лучшим нападающим.
- Входил в символическую сборную чемпионата мира в 1974 и 1975 годах.
- На Олимпийских играх, чемпионатах мира и Европы сыграл 90 матчей, забросил 64 шайбы. Всего в сборной СССР забросил 146 шайб.
- Трёхкратный чемпион СССР (1967, 1969, 1976).
- Обладатель Кубка СССР 1970 и 1971 годов.
- Второй призёр чемпионата СССР 1965, 1966, 1968, 1970, 1973, 1979, 1980 годов.
- Третий призёр чемпионата СССР 1964, 1972, 1975 годов.
- В чемпионатах СССР провёл 568 матчей и забросил 339 шайб.
- Трижды становился лучшим снайпером чемпионата СССР (1968/1969, 1973/1974, 1975/1976).
- Входил в список лучших хоккеистов СССР в 1965, 1967—1971, 1973—1977, 1979 годах.
- Член Клуба Всеволода Боброва (517 шайб, 7 место).
- В качестве тренера ХК «Спартак» стал бронзовым призёром Чемпионата СССР 1992.
- В 2003 году был введён в Зал славы Международной федерации хоккея.
- В 2018 году был введён в Зал хоккейной славы[16]

## Награды
- орден «За заслуги перед Отечеством» III степени (20 декабря 2021) — за заслуги в области физической культуры и спорта, большой вклад в развитие отечественного хоккея[17]
- орден «За заслуги перед Отечеством» IV степени (19 апреля 1995) — за заслуги в развитии физической культуры и спорта и большой личный вклад в возрождение и становление спортивного общества «Спартак»[18]
- орден Почёта (26 декабря 2011) — за большой вклад в развитие физической культуры и многолетнюю добросовестную работу[19]
- орден Трудового Красного Знамени (7 мая 1975)
- два ордена «Знак Почёта» (3 марта 1972; 7 июня 1979)
- медаль «Защитнику свободной России» (7 июня 1993) — за исполнение гражданского долга при защите демократии и конституционного строя 19—21 августа 1991 года[20]
- «Харламов Трофи» в номинации «За верность хоккею»[21] (2016)

## Образ в кино
В российском кинофильме «Хоккейные игры» (2012) роль А. С. Якушева исполнил Евгений Плиткин.